# Bordușani (okręg Jałomica)
Bordușani – wieś w Rumunii, w okręgu Jałomica, w gminie Bordușani. W 2011 roku liczyła 3309 mieszkańców.